# Han Xue
Han Xue (韓 雪S; Pechino, 21 settembre 1981) è un'ex nuotatrice cinese.

## Carriera
Specializzata nello stile libero, ha vinto la medaglia di bronzo nella staffetta 4x100m misti alle Olimpiadi di Atlanta 1996.

## Palmarès
- Giochi olimpici

Atlanta 1996: bronzo nella 4x100m misti.
- Mondiali in vasca corta

Rio de Janeiro 1995: oro nella 4x100m stile libero.